# Droga wojewódzka nr 658
Droga wojewódzka nr 658 (DW658) – droga wojewódzka w województwie podlaskim łącząca Kajankę (droga wojewódzka nr 693) z Kudeliczami (droga wojewódzka nr 640) o długości 8,5 km. 
Z powodu bliskiego położenia tej trasy (8 km od Siemiatycz na wschód) oraz jego przebiegu (północ-południe) bywa nazywana niekiedy częścią obwodnicy Siemiatycz – pozwala np. osobom jadącym z Węgrowa dojechać do Hajnówki bez konieczności podróży przez centrum Siemiatycz. 